# Castrocultuur

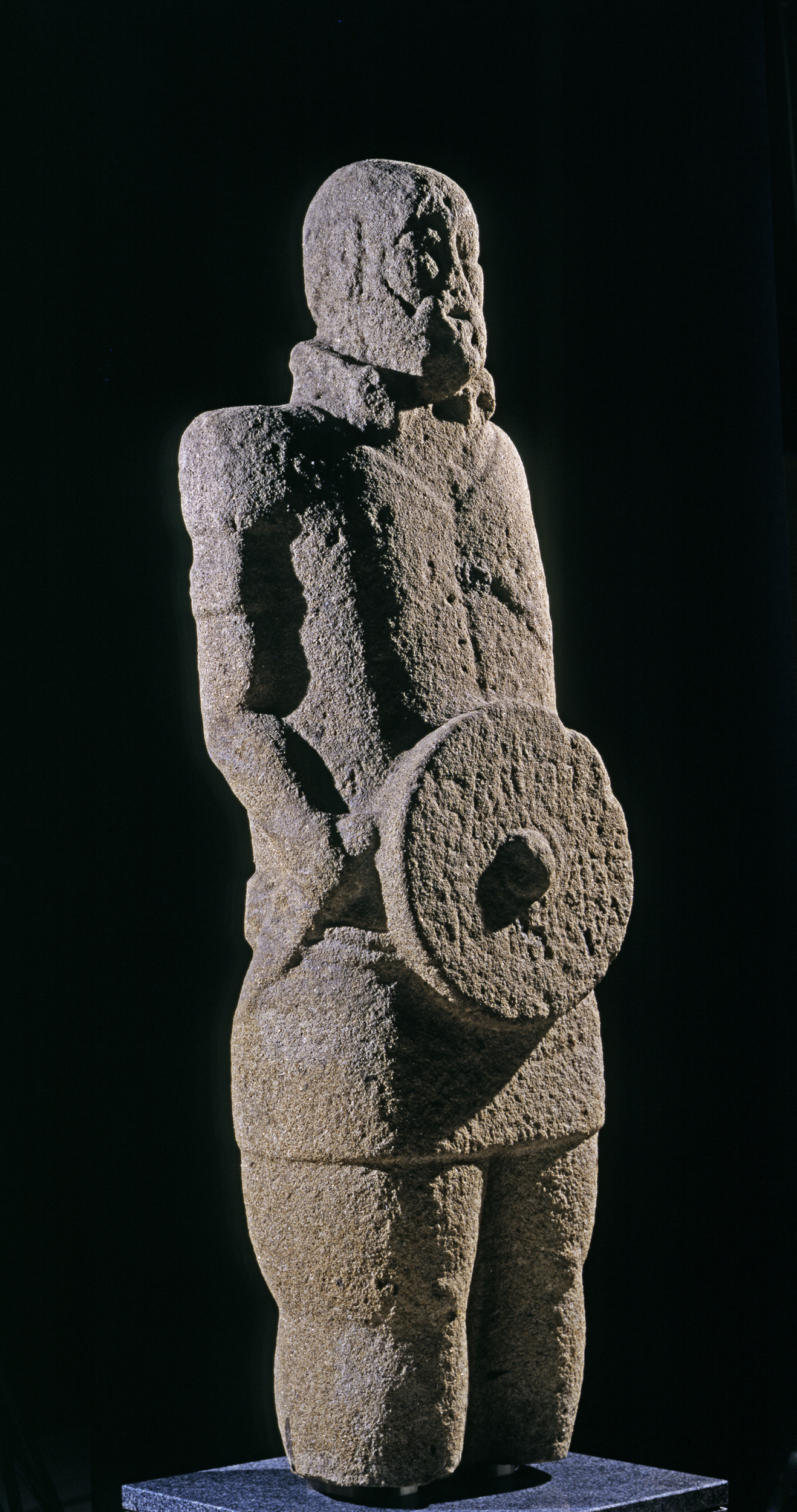
krijgerstandbeeld

De Castrocultuur (Portugees: Cultura Castreja, Galicisch: Cultura Castrexa, Spaans: Cultura Castreña) is een verzamelnaam voor een aantal archeologische culturen van de ijzertijd in het noordwesten van het Iberisch Schiereiland, vanaf het einde van de bronstijd (9e eeuw v.Chr.) tot de Romeinse verovering (2e eeuw v.Chr.).
De cultuur wordt wel in verband gebracht met de vestiging van Keltische volkeren (Keltiberiërs) op het schiereiland, maar dit is onzeker.

## Eigenschappen
Karakteristiek voor deze culturen waren de castro's, op heuvels gelegen en met stenen muren versterkte nederzettingen. Plaatsen van dit type zijn te vinden in een gebied dat zich in het oosten uitstrekt tot de Cares en in het zuiden tot de Douro. Verdere kenmerken zijn o.a. levensgrote krijgerbeelden en zowel staande als zittende mannelijke en vrouwelijke godenbeelden, swastika-achtige symbolen als decoratie-elementen, heilige stenen (Pedras Formosas), gouden hangers en halsringen (torques).
In de regio Ave, die zich in het midden van het verspreidingsgebied van de cultuur bevindt, bevinden zich grotere castros genaamd Citânias of Cividades (van Latijns Civitas); Bekende voorbeelden zijn Citânia de Sanins en Cividade de Terroso.

## Geschiedenis
De Castrocultuur ontwikkelde zich aan het einde van de bronstijd op basis van de voorafgaande lokale culturen, met invloeden van de Midden-Europese Hallstattcultuur en de Atlantische regio. In de daaropvolgende periode verspreidde de cultuur zich vanuit het zuiden naar het noorden en van de kust in het Iberische schiereiland. De uitbreiding duurde tot in de 2e eeuw v.Chr. de invloed van het Romeinse Rijk sterker werd. De uiteindelijke neergang volgde door de Romeinse verovering en de oprichting van de provincie Gallaecia. In de 4e eeuw na Christus was de Castrocultuur verdwenen.

## Economie
De economie was hoofdzakelijk gebaseerd op landbouw, jacht en visserij. Bovendien speelde de mijnbouw van goud, ijzer, koper, tin en lood een belangrijke rol. De meestal laagwaardige ertsen werden gezuiverd en verwerkt tot gereedschap, sieraden en dergelijke. Ook zijn aardewerk en edelsteenbewerking aanwezig.
Als wapens werden hoofdzakelijk zwaarden en dolken vervaardigd en gebruikt.